# Tegrolcinia
Tegrolcinia is een geslacht van rechtvleugeligen uit de familie sabelsprinkhanen (Tettigoniidae). De wetenschappelijke naam van dit geslacht is voor het eerst geldig gepubliceerd in 1939 door de Jong.

## Soorten
Het geslacht Tegrolcinia omvat de volgende soorten:
- Tegrolcinia karnyi de Jong, 1960
- Tegrolcinia mirotibialis Xia & Liu, 1991
- Tegrolcinia superba de Jong, 1939